# Parque nacional Isla del Coco
El Parque nacional Isla del Coco es un parque nacional de Costa Rica. Se ubica en el océano Pacífico, a 532 km de la costa de Cabo Blanco. Está conformado por la isla del Coco y algunas islas e islotes aledaños, más una extensión de territorio marítimo circundante. Tiene una extensión de 54.844 km2, superando el tamaño del territorio continental de Costa Rica. Fue creado por Decreto Ejecutivo n.º 8748-A, del 22 de junio de 1978. 
La isla es considerada un laboratorio natural para el estudio de la evolución de las especies. Es extremadamente lluviosa, unos 7.000 mm por año, cubierta de un bosque siempreverde, el cual presenta condición nubosa en el Cerro Iglesias.
Se dice que su nombre deriva de la gran cantidad de cocos que había en la isla, pero cobra fuerza una versión metafórica de su parecido a un coco con mucha agua por dentro, dada la escasez de agua potable en cientos de kilómetros a la redonda y allí en cambio se han contado más de 2000 cascadas que caen al mar durante eventos lluviosos grandes.

## Topografía
Es muy quebrada, lo que da lugar a la formación de muchas cascadas, algunas de las cuales caen espectacularmente al mar, desde gran altura. La costa es muy sinuosa, tiene acantilados de hasta 183 metros de altura y numerosas cuevas submarinas. El mar, azul turquesa es de extraordinaria transparencia.

## Flora y fauna

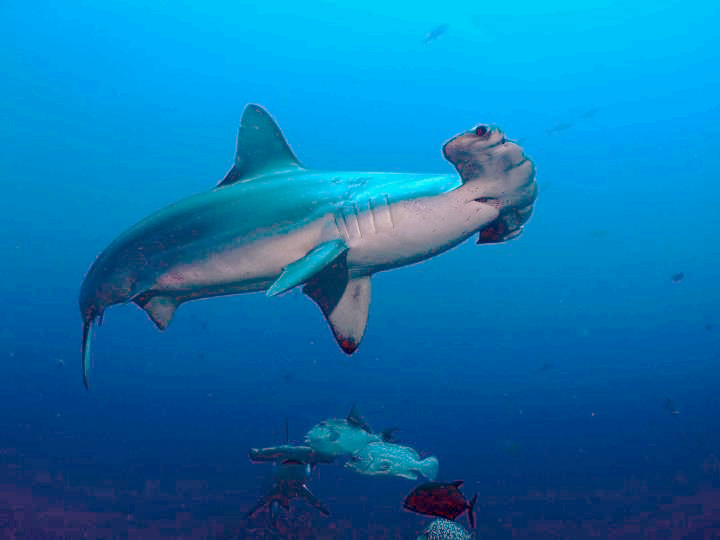
Tiburón martillo.

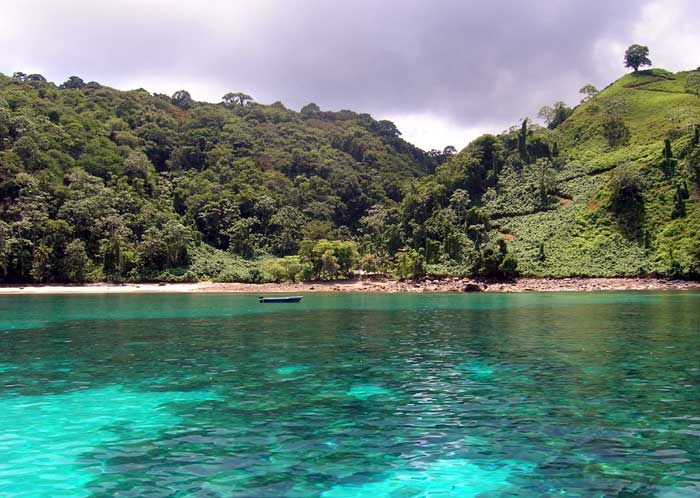
Bahía Wafer.

Abundan los helechos, las bromelias, los ríos, quebradas y cascadas; los valles, los acantilados y los islotes frecuentados por infinidad de aves marinas y lugar de anidación de gaviotas y pájaros bobo. Un bosque siempre verde, tupido y denso, cubre el accidentado territorio insular de 2400 ha, frecuentemente nublado y azotado por copiosas y torrenciales lluvias.
Se han identificado 235 especies de plantas (70 endémicas), 362 de insectos (64 endémicas) y 2 de reptiles endémicos: la lagartija y la salamandra; 3 de arañas, 85 de aves incluyendo las marinas (4 endémicas), 57 de crustáceos, 118 moluscos marinos, más de 200 de peces y 18 de corales.
En sus aguas abundan los tiburones de aleta blanca, los gigantes tiburones martillo, los atunes, los peces loro, las mantas y los jureles.
Entre las especies de árboles más distintivas de la Isla destacan el copey, el palo de hierro y la palma endémica. 
Dentro de las aves sobresalen las endémicas: el mosquerito de Isla del Coco, el cuclillo de Isla del Coco, y el pinzón de Isla del Coco. En el bosque es común el espíritu santo, ave de color blanco que visita la isla para anidar y que se distingue por revolotear sobre las cabezas de los visitantes.

## Historia

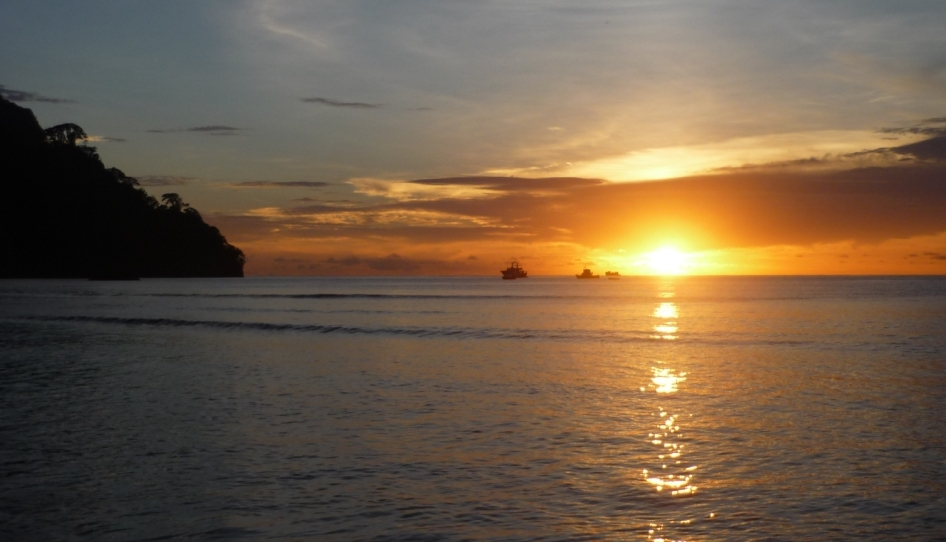
Atardecer en Bahía Wafer

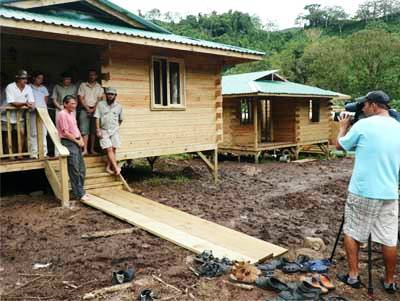
Cabañas para Guarda parques hechas por voluntarios bajo la dirección técnica del Arq. Ibo Bonilla

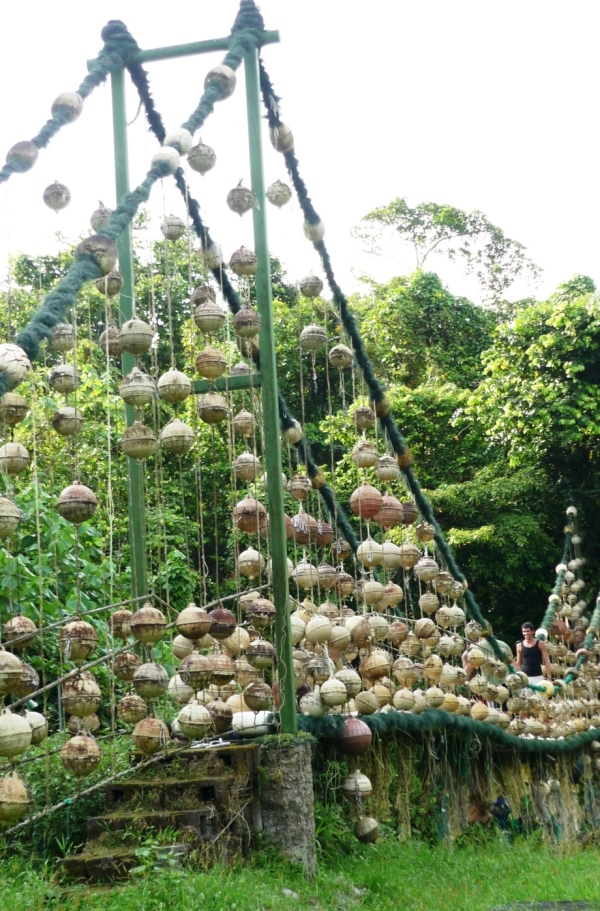
Puente sobre el Río Genio, hecho con desechos marítimos por el artista tico "Pancho"

La Isla fue descubierta en 1526 por el navegante Joan Cabezas y se menciona por primera vez en 1541 como ” Coques” en el mapa cartográfico de Nicolás Desliens (Inst. Geog de CR., pp.33.,1964) , se asume que la isla había sido descubierta antes de esa fecha pero se desconoce su exactitud. Durante los siglos XVII y XVIII fue refugio para los piratas y corsarios que florecieron a lo largo de las costas del Pacífico de la América Española. Entre los piratas más notorios en la historia de la época que se refugiaron en dicha isla, se habla de que los legendarios capitanes Morgan, Edward Davies y William Thompson. Según leyendas, aquí se escondieron valiosos tesoros como el tesoro de William Davies que fue ocultado en 1684 y el de Benito "Espada Sangrienta" Bonito en 1819 y el de Lima, consistente en toneladas de lingotes de oro y plata, láminas de oro que cubrían cúpulas de las iglesias, esta historia empieza en Lima, Perú en el año 1820 durante una revolución que daba sitio en esa ciudad. Las autoridades de la armada española decidieron proteger sus tesoros sacándolos por barco. Desafortunadamente para los españoles, el capitán Thompson, que estaba a cargo de dirigir dicha tarea, se deja el botín y se dice que se dirigió a la Isla del Coco y de acuerdo a la historia, se vio obligado a enterrarlo ahí porque la Armada Española lo persiguió al controlar la revolución.
Alrededor de 1869, el entonces presidente de Costa Rica Jesús Jiménez, ordenó la inclusión de la isla como parte del territorio costarricense. Para tal fin, él organizó una expedición que fue encabezada por don Rafael Oreamuno, quién izó la bandera de la república de Costa Rica por primera vez en la isla. Años más tarde, durante la administración de Tomás Guardia (1876-1882) fue destinada la isla como una colonia penal para prisioneros políticos, (Inst. Geog. de C.R., Pag. 108, 1963).
En 1889, August Gissler llegó a la Isla del Coco y posteriormente es nombrado Teniente Gobernador entre 1897 y 1906. Gissler, quién dedicó 18 años de su vida en la búsqueda del tesoro, es la personificación misma del fenómeno de la fiebre por tesoros escondidos. Se dice que varias occiones en Hawái, él se encontraba con un hombre conocido como Old Mack , quién decía ser el nieto de uno de los sobrevivientes del saqueo de Lima. 
Sobre la base de esta historia, se dice que Gissler nunca desistió de buscar el Tesoro de la Isla del Coco, pero a la fecha se desconocen los resultados de dicha búsqueda. A pesar de esto, se menciona una historia de tradición verbal sobre un hombre llamado John Keating, quien fue capaz de hallar el tesoro escondido y tomó parte del mismo.
El Sr. Keating era un acaudalado industrial quién en el lecho de su muerte le contó a su familia sobre su experiencia en la isla después de un naufragio y de cómo pudo localizar el tesoro rescatando parte del mismo.(Raul Arias, UCR, 1995).
Estas riquezas han atraído a más de 500 expediciones, incluyendo una del Gobierno de Costa Rica que tomó posesión de la Isla el 15 de septiembre de 1869.
El explorador e investigador francés Jacques-Yves Cousteau, consideró en vida a la Isla del Coco la más bella del mundo.

## Protección
El parque cuenta con varios programas. El programa de Protección vela por el cumplimiento de las leyes de conservación de los recursos naturales, manteniendo un adecuado equilibrio de los ecosistemas de la isla dentro de los límites marinos y terrestres. Otra función es velar por la seguridad de los visitantes nacionales y extranjeros que llegan a la isla.
El Programa de Administración se propone lograr la planificación de todas las labores del parque a corto y mediano plazo.
El Programa de Investigación y Monitoreo se propone sentar las bases para el desarrollo de la investigación científica en el área e incentivarla según las prioridades del parque.
Finalmente, el Programa de Uso Público, cuyo objetivo es concienciar a los grupos que se dedican a la actividad pesquera en los límites de área, sobre la importancia de preservar las poblaciones de organismos marinos de uso comercial más amenazadas.
Como parte de la protección se está haciendo infraestructura que incluye cabañas para los Guarda parques, laboratorios científicos y puestos fijos en sitios estratégicos para el control y monitoreo de la actividad turística así como la de pesca ilegal, todo bajo estrictos principios de bajo impacto ambiental y escénico, los cuales han estado a cargo de los reconocidos arquitectos bioclimáticos y ambientalistas Ibo Bonilla y Rafael Víquez, que han realizado proyectos en múltiples parques nacionales y áreas protegidas.

## Galería de imágenes

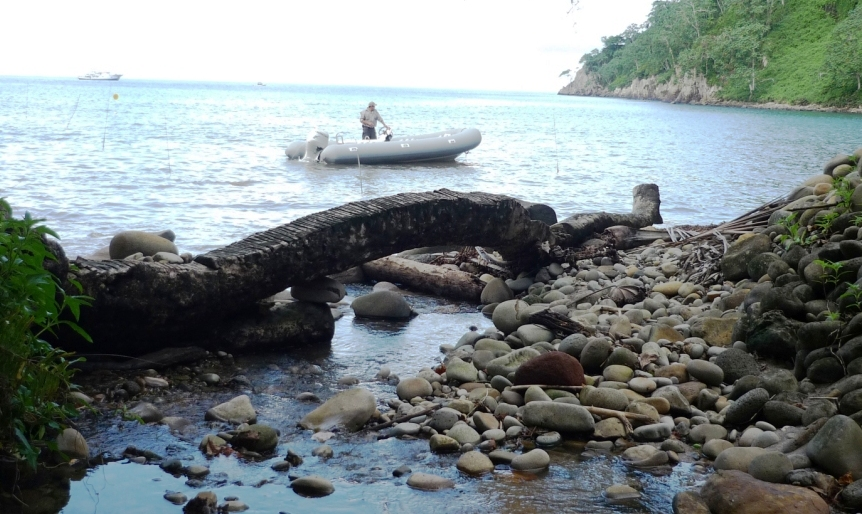
Bahía Chatham
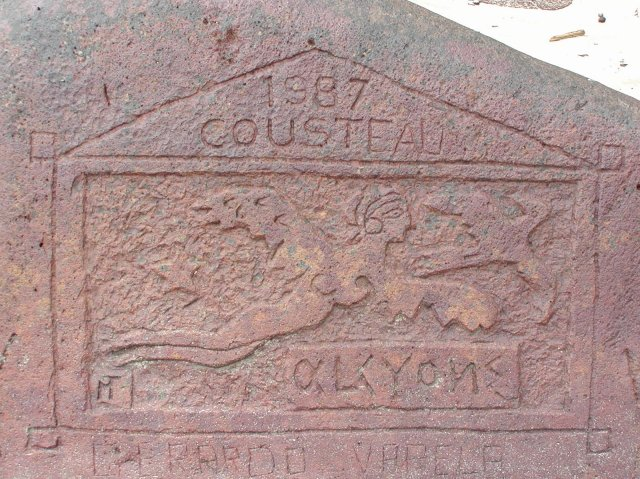
Marcas de las visitas científicas de J. Cousteau
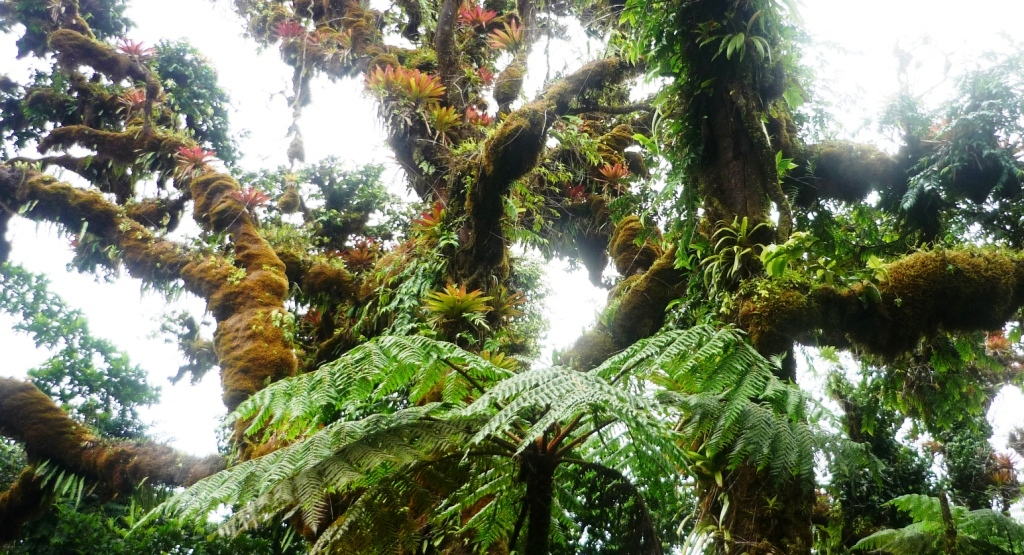
Exuberante bosque nuboso en la Isla del Coco por el sendero a Cerro Iglesias
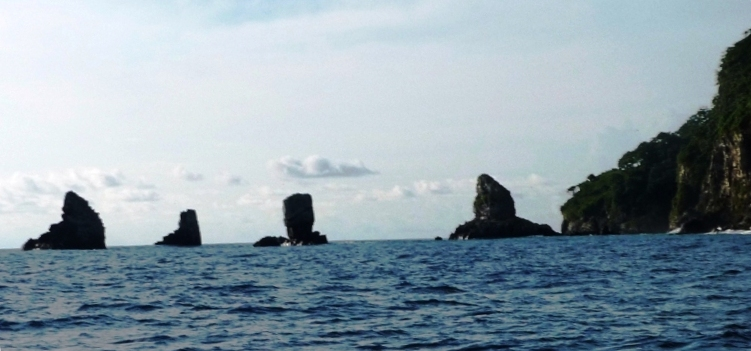
Riscos llamados "Los Moais"
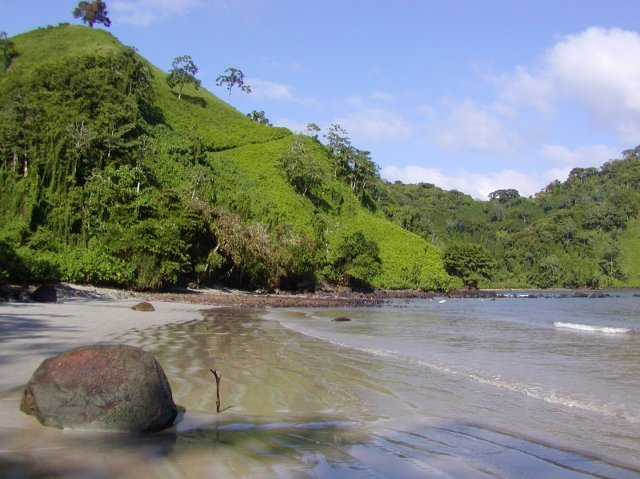
Bahía Chatham
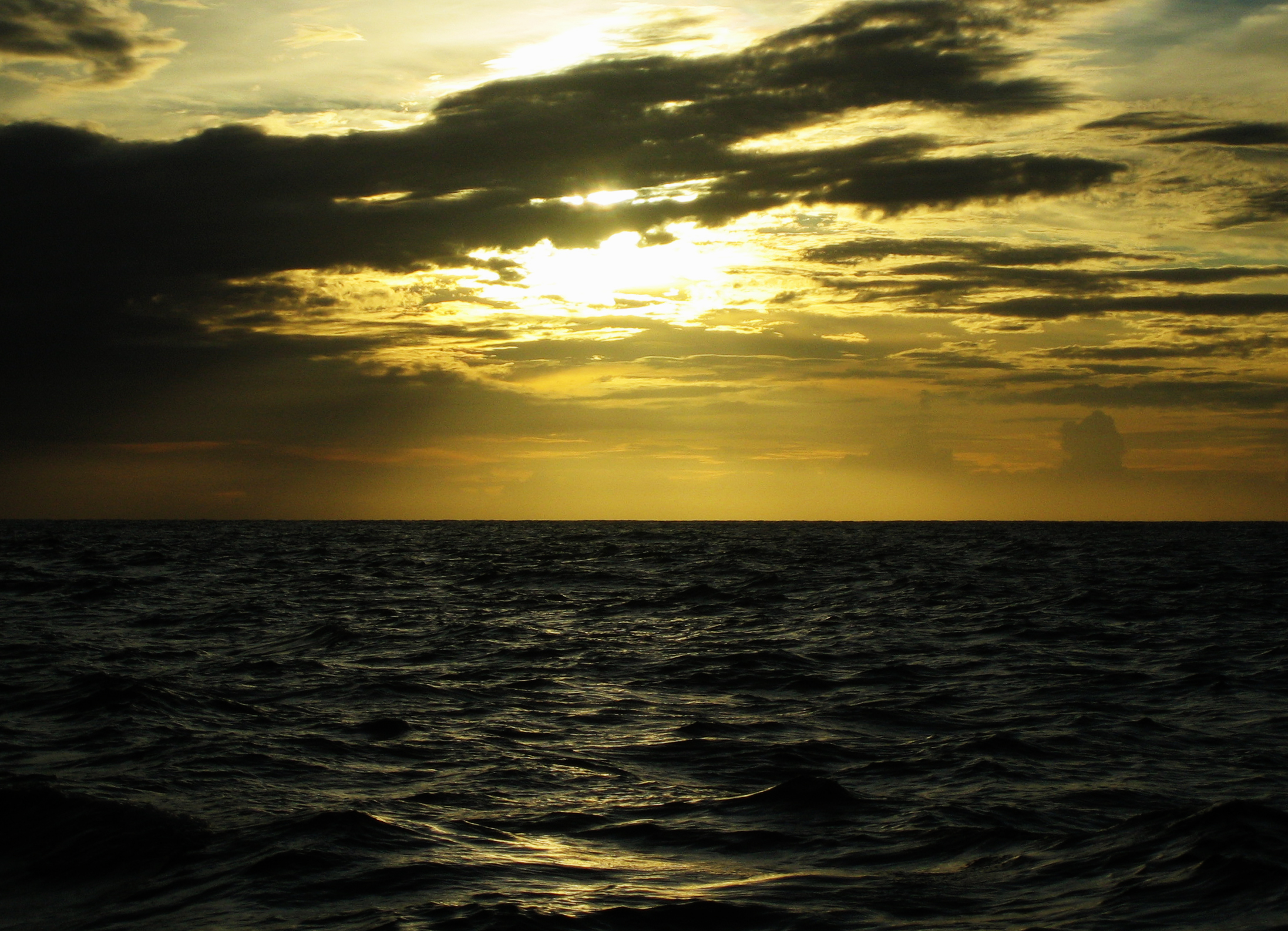
Amanecer en la isla
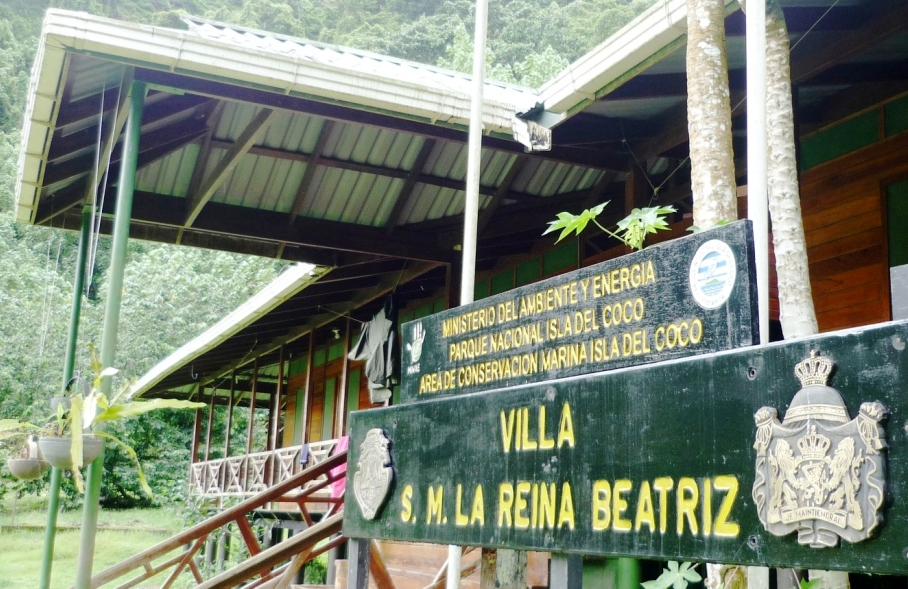
Centro de visitantes Reina Beatriz
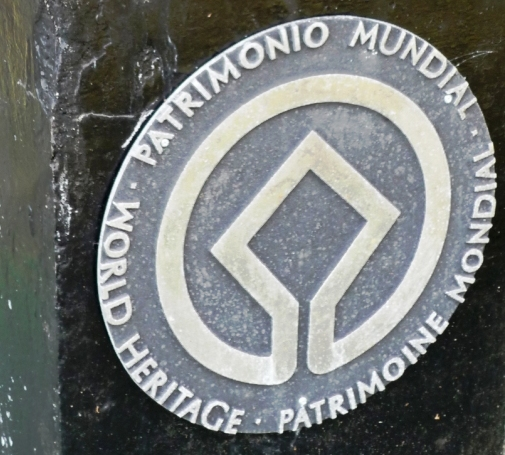
Placa conmemorativa en la isla

- Datos: Q6062995
- Multimedia: Isla del Coco / Q6062995